# Heffter Research Institute
 (novembre 2021).
Pour les articles homonymes, voir Heffter.
Le Heffter Research Institute est un institut de recherche destiné à la recherche scientifique sur les substances hallucinogènes. L'institut est établi au Nouveau-Mexique en tant qu'organisme à but non lucratif.

## Historique
Le Heffter Research Institute (HRI) est fondé en 1993 par David E. Nichols et Dennis J. McKenna (frère de Terence McKenna). À ses débuts, l'institut a du mal à obtenir des fonds pour financer ses recherches. En 1996, deux donations atteignant $100.000 sont effectuées par des personnes souhaitant rester anonymes.

## Description
L'Institut a été nommé d'après le Dr Arthur Heffter (15 juin 1859 – 8 février 1925), chimiste et pharmacien allemand. Il est voué à la recherche scientifique sur la valeur médicale des psychédéliques. D'autres fondations comme la Beckley Foundation mènent des études similaires,,,,.
Sa mission est de soutenir la recherche scientifique sur les hallucinogènes classiques et leurs composés connexes (parfois appelés psychédéliques) afin de contribuer à une meilleure compréhension de l'esprit. Cela permettrait d'améliorer la condition humaine et de soulager la souffrance,,.
Afin de minimiser les coûts d'exploitation et mettre en œuvre des projets spécifiques, le HRI collabore avec les écoles de médecine et autres établissements de recherche[réf. nécessaire].
On peut retrouver leur publication sur leur site. À ce jour l'institut à posté environ 80 publications depuis leur création.
La recherche est axée sur : 
- l'aide de la psilocybine dans le traitement de la dépression et de l'anxiété chez les patients cancéreux dans trois universités, ainsi que le traitement de la dépendance à l'alcool et au tabagisme[13],[14],[15] ;

- la science fondamentale de la conscience au centre de recherche Heffter à Zürich, en utilisant la psilocybine comme un outil afin de corréler l'expérience consciente avec le fonctionnement du cerveau[16],[17],[18].

## Référence
1. ↑  « Hefter: Psilocybin & End of Life Research | RiverStyx Foundation », sur RiverStyx Foundation (consulté le 2 janvier 2016)
2. ↑  « Heffter Research Institute: Research at the frontiers of the mind », sur Maps.org, 1997 (consulté le 26 mars 2022)
3. ↑  (en) Christopher Gardner, « Grant Supports Development of Training for Psychiatrists in Psychedelic Medicine », sur medicine.yale.edu, 10 mars 2022 (consulté le 31 juillet 2022)
4. ↑  (en) « The Heffter Research Institute: past and hopeful future. », sur ncbi.nlm.nih.gov, 2014 (consulté le 19 décembre 2015)
5. ↑  « The Beckley Foundation-Drug Policy UK and Consciousness Research », sur www.beckleyfoundation.org (consulté le 3 janvier 2016)
6. ↑  (en) « The Beckley Foundation : Working at the Frontiers of Research », sur maps.org
7. ↑  « World’s First Image of The Brain On LSD », sur www.beckleyfoundation.org (consulté le 3 janvier 2016)
8. ↑  « LSD changes consciousness by reorganizing human brain networks », sur EurekAlert! (consulté le 3 janvier 2016)
9. ↑  (en) « The Heffter Research Institute », sur heffter.org (consulté le 19 décembre 2015)
10. ↑  « Long Trip For Psychedelic Drugs », sur www.rense.com (consulté le 2 janvier 2016)
11. ↑  (en) « The Heffter Review of Psychedelic Research », sur pensologosou.pt
12. ↑  (en-US) « Heffter Research Institute | Advancing Psychedelic Research », sur Heffter Research Institute | Advancing Psychedelic Research (consulté le 22 janvier 2025)
13. ↑  (en) « Taking a medical trip », sur rsc.org (consulté le 2 janvier 2016)
14. ↑  (en) Franz X. Vollenweider, Philipp A. Csomor, Bernhard Knappe et Mark A. Geyer, « The Effects of the Preferential 5-HT2A Agonist Psilocybin on Prepulse Inhibition of Startle in Healthy Human Volunteers Depend on Interstimulus Interval », Neuropsychopharmacology, vol. 32,‎ 14 février 2007, p. 1876-1887 (ISSN 0893-133X, DOI 10.1038/sj.npp.1301324, lire en ligne, consulté le 2 janvier 2016)
15. ↑  Charles S. Grob, Alicia L. Danforth, Gurpreet S. Chopra et Marycie Hagerty, « Pilot Study of Psilocybin Treatment for Anxiety in Patients With Advanced-Stage Cancer », Archives of General Psychiatry, vol. 68, no 1,‎ 3 janvier 2011 (DOI 10.1001/archgenpsychiatry.2010.116, lire en ligne, consulté le 2 janvier 2016)
16. ↑  (en) « The Heffter Research Institute », sur wearspase.com, 2015 (consulté le 19 décembre 2015)
17. ↑  « UZH - Department of Psychiatry, Psychotherapy and Psychosomatics - Franz X. Vollenweider », sur www.dppp.uzh.ch (consulté le 2 janvier 2016)
18. ↑  « UZH - Department of Psychiatry, Psychotherapy and Psychosomatics - Heffter Research Center (HRC) », sur www.dppp.uzh.ch (consulté le 2 janvier 2016)